# Carlo Bartolomeo Rastrelli

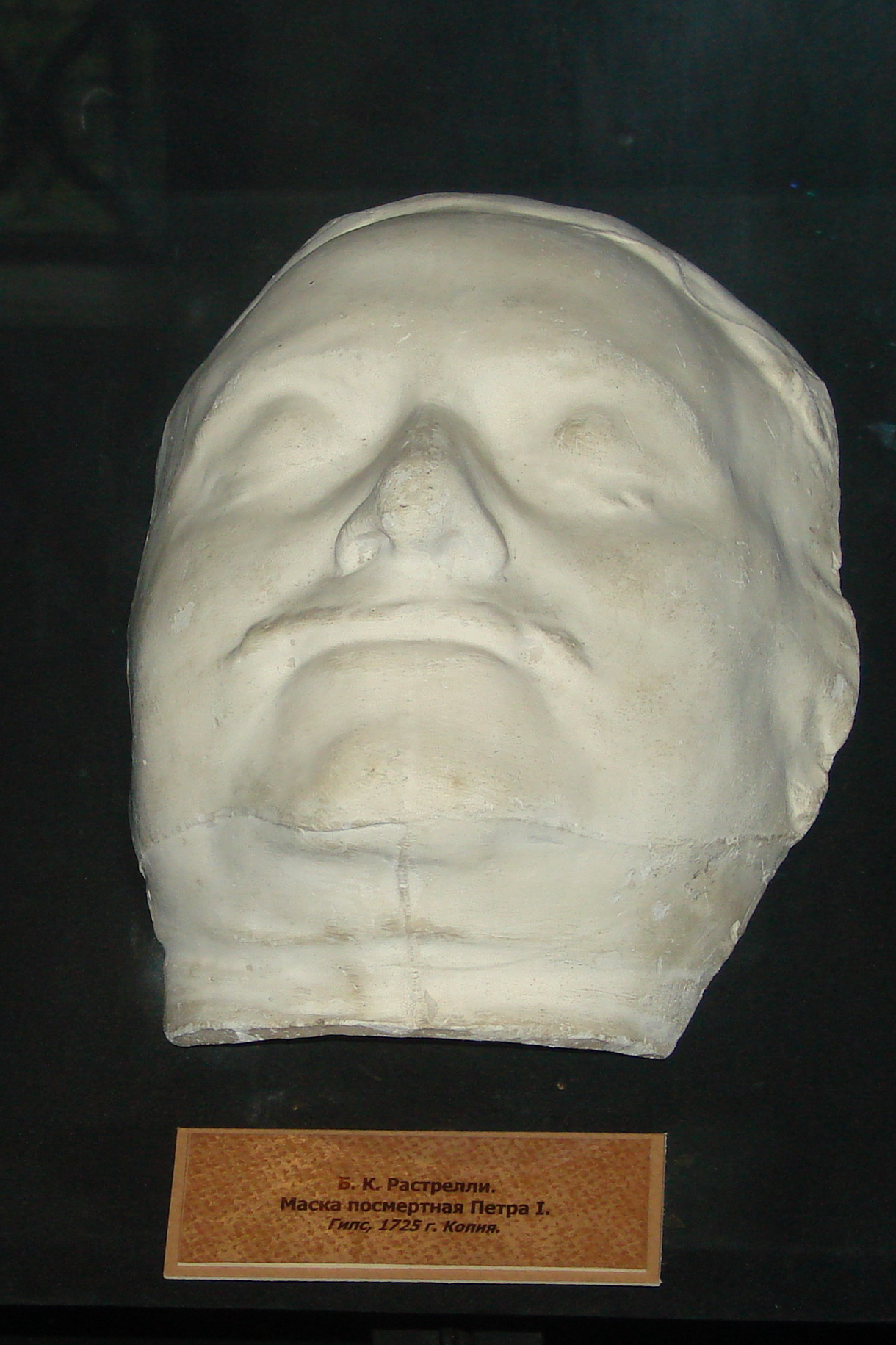
Mascarilla mortuoria de Pedro I de Rusia, por Carlo Bartolomeo Rastrelli.

Carlo Bartolomeo Rastrelli (Florencia, 1675 – San Petersburgo, 1744) fue un escultor y arquitecto italiano. Se trasladó a Rusia en 1716, donde residiría hasta su muerte.
Nacido en Florencia, Toscana, de familia noble y acaudalada, recibió una formación versátil en artes, que incluyó la orfebrería en bronce, y joyería, así como dibujo, fundición y conocimientos de arquitectura. Sin embargo, la inestable situación económica de Florencia, no le permitió aplicar lo aprendido en su lugar de nacimiento, por lo que se trasladó con su esposa, una aristócrata española, primero a Roma, y después a París, donde Carlo realizó algunas obras de carácter funerario. 
En 1715, Pedro el Grande le invitó a venir a Rusia, a donde llegó con un contrato inicialmente de tres años. Allí, sus múltiples tareas incluyeron el diseño de palacios, jardines, fuentes, tramoyas teatrales, sellos para la acuñación de moneda y medallas, así como monumentos, utilizando materiales diversos como piedra, cera y diversos metales. Carlo permanecería hasta el final de su vida en Rusia donde murió en 1744. También enseñó artes a estudiantes rusos.  Sus obras más famosas son el Monumento a Pedro I en el castillo de San Miguel y una mascarilla mortuoria de cera y varios bustos también de Pedro el Grande. Su hijo Francesco Bartolomeo Rastrelli llegó a ser un arquitecto destacado en la Rusia dieciochesca.